# 김봉희 (1966년)
김봉희(金峰熙, 1966년 10월 4일 ~ 2021년 1월 5일)은 대한민국의 제8대 경상북도 경산시의원이었다.

## 학력
- 경산남성국민학교 졸업
- 경산중학교 졸업
- 대구농림고등학교 졸업
- 대구한의대학교 아동복지학과 졸업

## 경력
- 보육교사 2급
- 사회복지사 2급
- 동부동청년회 회장
- 경산시청년연합회 회장
- 4-H 경산시연합회 회장
- (사)한농연경산시연합회 회장
- 동부동체육회 회장
- 경산시체육회 이사
- 경산문화원 이사
- 경산문화원 이사
- 사동초등학교 운영위원
- 경산중학교 운영위원장
- 경산고등학교 운영위원
- 민주평화통일자문회의 경산시 협의회 자문위원
- 교통장애인협회 자문위원
- 2018.07 ~ 2021.01 제8대 경상북도 경산시의회 의원
- 2018.07 ~ 2020.07 제8대 경상북도 경산시의회 전반기 운영위원회 위원장
- 2018.07 ~ 2020.07 제8대 경상북도 경산시의회 전반기 행정사회위원회 위원
- 2018.07 ~ 2020.07 제8대 경상북도 경산시의회 전반기 산업건설위원회 위원
- 2018.07 ~ 2020.07 제8대 경상북도 경산시의회 전반기 예산결산특별위원회 위원
- 2020.07 ~ 2021.01 제8대 경상북도 경산시의회 후반기 산업건설위원회 위원

## 수상
- 문교부장관 표창
- 농식품부장관 표창
- 보건복지부장관 표창
- 경북도지사 표창

## 사망
2020년 1월 20일 경산시의회 '마'선거구 보궐선거 없다...코로나19 영향

## 역대 선거 결과
| 실시년도 | 선거      | 대수 | 직책   | 선거구                  | 정당       | 득표수   | 득표율          | 순위 | 당락 | 비고           |
| -------- | --------- | ---- | ------ | ----------------------- | ---------- | -------- | --------------- | ---- | ---- | -------------- |
| 2018년   | 지방 선거 | 8대  | 시의원 | 경북 경산시 (마 선거구) | 자유한국당 | 6,210 표 | \| \| 23.60% \| | 2위  |      | 초선, 민선 7기 |
|          | 23.60%    |      |        |                         |            |          |                 |      |      |                |